# دان جيمس
دان جيمس (بالإنجليزية: Dan James)‏ هو لاعب كرة قدم أمريكية أمريكي، ولد في 10 أغسطس 1937 في سينسيناتي في الولايات المتحدة، وتوفي في 4 يوليو 1987.

## وصلات خارجية
- دان جيمس على موقع مرجع كرة القدم المحترفة.كوم (الإنجليزية)